# David Prinosil
David Prinosil (Olomouc, 9 marzo 1973) è un ex tennista tedesco.

## Biografia
Ottenne il suo best ranking in singolare il 23 aprile 2001 con la 28ª posizione; mentre nel doppio divenne, il 20 agosto 2001, il 12º del ranking ATP.
Nel 1996 ai giochi Olimpici di Atlanta, in doppio, ha conquistato la medaglia di bronzo in coppia con il connazionale Marc-Kevin Goellner. Nella finale per la medaglia di bronzo hanno superato la coppia olandese composta da Jacco Eltingh e Paul Haarhuis con il punteggio di 6-2, 7-5.
Nel corso della sua carriera ha ottenuto la vittoria finale in tre tornei ATP di singolare e undici di doppio. Ha fatto parte della squadra tedesca di Coppa Davis dal 1996 al 2003 con un record di undici vittorie e undici sconfitte tra singolare e doppio.

## Statistiche

### Singolare

#### Vittorie (3)
| Legenda singolare         |
| Grande Slam (0)           |
| ATP World Tour Finals (0) |
| ATP Masters 1000 (0)      |
| ATP World Tour 500 (0)    |
| ATP World Tour 250 (3)    |
| Challengers (5)           |
| Futures (0)               |

| Numero | Data             | Torneo                                     | Superficie    | Sfidante in finale | Punteggio     |
| 1.     | 25 gennaio 1993  | Heilbronn Open, Heilbronn                  | Sintetico (i) | Martin Damm        | 6-3, 7-6      |
| 2.     | 12 luglio 1993   | Neu Ulm Challenger, Nuova Ulma             | Terra rossa   | Olivier Delaître   | 6-3, 6-3      |
| 3.     | 3 ottobre 1994   | Dublin Challenger, Dublino                 | Sintetico (i) | Radomír Vašek      | 6-3, 6-3      |
| 4.     | 6 febbraio 1995  | Volkswagen Challenger, Wolfsburg           | Sintetico (i) | Martin Sinner      | 6-4, 7-6      |
| 5.     | 27 febbraio 1995 | Hamburg Challenger, Amburgo                | Sintetico (i) | Martin Sinner      | 6-1, 6-4      |
| 6.     | 10 luglio 1995   | Hall of Fame Tennis Championships, Newport | Erba          | David Wheaton      | 7-6, 5-7, 6-2 |
| 7.     | 14 ottobre 1996  | Ostrava Open, Ostrava                      | Sintetico (i) | Petr Korda         | 6-1, 6-2      |
| 8.     | 12 giugno 2000   | Halle Open, Halle                          | Erba          | Richard Krajicek   | 6-3, 6-2      |

#### Finali perse (3)
| Numero | Data            | Torneo                               | Superficie    | Sfidante in finale  | Punteggio     |
| 1.     | 9 marzo 1998    | Copenaghen Open, Copenaghen          | Sintetico (i) | Magnus Gustafsson   | 6-3, 1-6, 1-6 |
| 2.     | 8 febbraio 1999 | St. Petersburg Open, San Pietroburgo | Sintetico (i) | Marc Rosset         | 3-6, 4-6      |
| 3.     | 23 ottobre 2000 | Kremlin Cup, Mosca                   | Sintetico (i) | Evgenij Kafel'nikov | 2-6, 5-7      |

### Doppio

#### Vittorie (10)
| Legenda doppio            |
| Grande Slam (0)           |
| ATP World Tour Finals (0) |
| ATP Masters 1000 (0)      |
| ATP World Tour 500 (1)    |
| ATP World Tour 250 (9)    |
| Challengers (4)           |
| Futures (0)               |

| Numero | Data             | Torneo                                      | Superficie    | Compagno            | Avversari in Finale                 | Punteggio        |
| 1.     | 24 febbraio 1992 | ABN AMRO World Tennis Tournament, Rotterdam | Sintetico (i) | Marc-Kevin Goellner | Paul Haarhuis Mark Koevermans       | 6-2, 6-7, 7-6    |
| 2.     | 17 agosto 1992   | s Tennis Masters Challenger, Graz           | Terra rossa   | Richard Vogel       | Robert Novotny Milan Trněný         | 6-3, 6-4         |
| 3.     | 24 agosto 1992   | Croatia Open Umag, Umago                    | Terra rossa   | Richard Vogel       | Sander Groen Lars Koslowski         | 6-7, 6-3, 7-6    |
| 4.     | 31 agosto 1992   | Merano Challenger, Merano                   | Terra rossa   | Sander Groen        | Lionnel Barthez Alois Beust         | 6-4, 6-4         |
| 5.     | 12 luglio 1993   | Neu Ulm Challenger, Nuova Ulma              | Terra rossa   | Richard Vogel       | Jorge Lozano Udo Riglewski          | 6-1, 6-3         |
| 6.     | 23 agosto 1993   | Waldbaum's Hamlet Cup, Long Island          | Cemento       | Marc-Kevin Goellner | Arnaud Boetsch Olivier Delaître     | 6-7, 7-5, 6-2    |
| 7.     | 27 febbraio 1995 | Hamburg Challenger, Amburgo                 | Sintetico (i) | Martin Sinner       | Clinton Ferreira Aleksandar Kitinov | 6-2, 6-3         |
| 8.     | 18 agosto 1997   | Waldbaum's Hamlet Cup, Long Island          | Cemento       | Marcos Ondruska     | Mark Keil T. J. Middleton           | 6-4, 6-4         |
| 9.     | 19 ottobre 1998  | Ostrava Open, Ostrava                       | Sintetico (i) | Nicolas Kiefer      | David Adams Pavel Vízner            | 6-4, 6-3         |
| 10.    | 11 ottobre 1999  | Vienna Open, Vienna                         | Sintetico (i) | Sandon Stolle       | Piet Norval Kevin Ullyett           | 6-3, 6-4         |
| 11.    | 28 febbraio 2000 | Copenaghen Open, Copenaghen                 | Sintetico (i) | Martin Damm         | Jonas Björkman Sébastien Lareau     | 6-1, 5-7, 7-5    |
| 12.    | 23 ottobre 2000  | Kremlin Cup, Mosca                          | Sintetico (i) | Jonas Björkman      | Jiří Novák David Rikl               | 6-2, 6-3         |
| 13.    | 13 agosto 2001   | Legg Mason Tennis Classic, Washington       | Cemento       | Martin Damm         | Bob Bryan Mike Bryan                | 7–6(5), 6-3      |
| 14.    | 10 giugno 2002   | Halle Open, Halle                           | Erba          | David Rikl          | Jonas Björkman Todd Woodbridge      | 4-6, 7–6(5), 7-5 |

#### Finali perse (11)
| Numero | Data             | Torneo                                   | Superficie    | Compagno            | Avversari in Finale              | Punteggio           |
| 1.     | 25 maggio 1993   | Roland Garros, Parigi                    | Terra battuta | Marc-Kevin Goellner | Luke Jensen Murphy Jensen        | 4-6, 7-6, 4-6       |
| 2.     | 4 ottobre 1993   | Grand Prix de Tennis de Toulouse, Tolosa | Cemento (i)   | Udo Riglewski       | Byron Black Jonathan Stark       | 5-7, 6-7            |
| 3.     | 18 ottobre 1993  | Vienna Open, Vienna                      | Sintetico (i) | Mike Bauer          | Byron Black Jonathan Stark       | 3-6, 6-7            |
| 4.     | 28 febbraio 1994 | Copenaghen Open, Copenaghen              | Sintetico (i) | Udo Riglewski       | Martin Damm Brett Steven         | 3-6, 4-6            |
| 5.     | 17 marzo 1997    | St. Petersburg Open, San Pietroburgo     | Sintetico (i) | Daniel Vacek        | Andrej Ol'chovskij Brett Steven  | 4-6, 3-6            |
| 6.     | 6 ottobre 1997   | Vienna Open, Vienna                      | Sintetico (i) | Marc-Kevin Goellner | Ellis Ferreira Patrick Galbraith | 3-6, 4-6            |
| 7.     | 1º marzo 1999    | Copenaghen Open, Copenaghen              | Cemento (i)   | Marc-Kevin Goellner | Maks Mirny Andrej Ol'chovskij    | 7–6(5), 6(4)–7, 1-6 |
| 8.     | 12 giugno 2000   | Halle Open, Halle                        | Erba          | Mahesh Bhupathi     | Nicklas Kulti Mikael Tillström   | Rit.                |
| 9.     | 2 ottobre 2000   | Hong Kong Open, Hong Kong                | Cemento       | Dominik Hrbatý      | Wayne Black Kevin Ullyett        | 1-6, 2-6            |
| 10.    | 15 gennaio 2001  | Australian Open, Melbourne               | Cemento       | Byron Black         | Jonas Björkman Todd Woodbridge   | 1-6, 7-5, 4-6, 4-6  |
| 11.    | 6 agosto 2001    | Cincinnati Masters, Cincinnati           | Cemento       | Martin Damm         | Mahesh Bhupathi Leander Paes     | 6(3)–7, 3-6         |